# Digitivalva viettei
Digitivalva viettei là một loài bướm đêm thuộc họ Acrolepiidae. Loài này có ở châu Phi.